# 山梨県道106号中下条甲府線
山梨県道106号中下条甲府線（やまなしけんどう106ごう なかしもじょうこうふせん）は山梨県甲斐市と甲府市を結ぶ一般県道である。飯田通り（いいだどおり）とも呼ばれる。

## 概要

### 路線データ
- 起点：山梨県甲斐市中下条（東町交差点＝山梨県道6号甲府韮崎線交点）
- 終点：山梨県甲府市丸の内1丁目（県庁前交差点＝山梨県道6号甲府韮崎線交点）

## 通過する自治体
- 山梨県
  - 甲斐市 - 甲府市

## 交差・接続する道路
- 山梨県道6号甲府韮崎線（東町交差点）
- 山梨県道7号甲府昇仙峡線（気象台東交差点）
- 山梨県道6号甲府韮崎線（県庁前交差点）

## 周辺
- 東海大学付属甲府高等学校
- 甲府市立池田小学校
- 山梨県立大学 池田キャンパス
- 山梨県立甲府城西高等学校

## 別名
- 飯田通り（甲府市、甲斐市）